# Роберт Шон Леонард
Роберт Шон Леонард (енгл. Robert Sean Leonard, : ; Риџвуд, 28. фебруар 1969) амерички је филмски и телевизијски глумац.

## Биографија
Роберт Шон Леонард је одрастао у Риџвуду где је похађао средњу школу након чега је студирао на Универзитетима у Фордхајму и Колумбији.
Три пута је номинован за награду Тони (1993, 2001. и 2003), а 2001. године је добио награду за најбољег глумца за улогу у представи Изум љубави. 
Добар је пријатељ са колегом из серије Др. Хаус, Хагом Лауријем као и са Итаном Хоујкеом, кога познаје из детињства и колегом из филма Друштво мртвих песника.
Ожењен је са јахачицом Габријелом Салик са којом има једно дете.

## Изабрана филмографија
| Година             | Наслов                       | Улога     | Notes     |
| ------------------ | ---------------------------- | --------- | --------- |
| 1986               | Пројекат Менхетн             |           |           |
| 1988               |                              |           |           |
| 1989               | Дрштво мртвих песника        |           |           |
| 1990               |                              |           |           |
| 1991               |                              |           |           |
| 1993               |                              |           |           |
|                    |                              |           |           |
|                    |                              |           |           |
| 1994               |                              |           |           |
| 1996               |                              |           | ТВ серија |
| 1996               |                              |           |           |
| 1996               |                              |           |           |
| 1997               |                              |           | ТВ серија |
| 1998               |                              |           |           |
|                    |                              |           |           |
|                    |                              |           |           |
| 2001               |                              |           |           |
|                    |                              | ТВ серија |           |
| Шампиони формуле 1 |                              |           |           |
|                    |                              |           |           |
| 2003               |                              |           |           |
|                    |                              | ТВ серија |           |
| Малколм у средини  | агент (сезона 5, епизода 12) | ТВ серија |           |
| 2004–              | Доктор Хаус                  |           | ТВ серија |